# هيو هيويت
هيو هيويت (بالإنجليزية: Hugh Hewitt)‏ هو صحفي أمريكي، ولد في 22 فبراير 1956 في أوهايو في الولايات المتحدة.

## وصلات خارجية
- الموقع الرسمي
- هيو هيويت على موقع IMDb (الإنجليزية)
- هيو هيويت على موقع إن إن دي بي (الإنجليزية)